# Razengues
Razengues är en kommun i departementet Gers i regionen Occitanien i sydvästra Frankrike. Kommunen ligger i kantonen L'Isle-Jourdain som tillhör arrondissementet Auch. År 2022 hade Razengues 250 invånare.

## Befolkningsutveckling
Antalet invånare i kommunen Razengues
Referens:INSEE